# Lars Adlermarck
Lars Adlermarck, tidigare Ekström, född 3 augusti 1660 i Eksjö, död 27 augusti 1735 i Stockholm, var en svensk ämbetsman.

## Biografi
Lars Adlermarck föddes 1660 i Eksjö. Han var son till rådmannen och handlanden Måns Ekström i Eksjö. Adlermarck blev 17 augusti 1618 student vid Uppsala universitet och höll 1689 en latinsk oration i Uppsala. Han blev 29 mars 1691 auskultant i Svea hovrätt, 1692 vice notarie där och 1699 sekreterare hos greve Rehnsköld. Adlermarck blev 23 februari 1703 guvernementssekreterare i Skåne. Han adlades 6 april 1704 till Adlermarck och introducerades 1710 i Sveriges Riddarhus som nummer 1409. Adlermarck blev 19 juli 1716 assessor i Svea hovrätt och 2 mars 1728 hovrättsråd i Svea hovrätt, tog avsked 18 juni 1733. Han avled 1735 i Stockholm och begravdes i Sankt Jakobs kyrka. Sonen Carl Magnus Adlermarck satte upp ett epitafium i kyrkan efter honom.

### Familj
Adlermarck gifte sig 5 augusti 1707 i Lund med Anna Catharina Adlercreutz (1689–1721), dotter till räntmästaren Tomas Adlercreutz och Sofia Ehrenborg. De fick tillsammans barnen friherre Carl Magnus Adlermarck (1708–1775), Sofia Catharina Adlermarck (1709–1801), ekipagemästaren Tomas Lorentz Adlermarck (1711–1742), Anna Christina Adlermarck (1713–1788) och Margareta Johanna Adlermarck (1718–1761).